# Boris Calderón Soto
Boris Calderón Soto (San Bernardo, 12 de septiembre de 1934-1 de mayo de 1962), conocido como «El poeta de los adioses», fue un poeta y escritor chileno, considerado del género gótico, destacado por su estilo literario, a menudo marcado por la desesperación y el sufrimiento. Su obra estuvo profundamente influenciada por Pablo de Rokha, quien fue su amigo y mentor.

## Biografía
Fue hijo de Agustín Calderón Rojas, destacado promotor de Bibliotecas Populares para trabajadores y estudiantes de las escuelas nocturnas de Buin y Linderos, y de Marta Soto de Calderón. Si bien nació en San Bernardo, vivió la mayor parte de su vida en la comuna de Buin, donde desarrolló su vocación artística. 
En 1941, a sus 7 años de edad, fallece su madre Marta, lo que marcará a futuro su característico estilo literario gótico.
Estudió educación básica en las escuelas primarias de Buin y Linderos, y la secundaria en Liceo de San Bernardo y en el Internado Nacional Barros Arana. En estos dos últimos dirigió las revistas literarias de los establecimientos.
Posteriormente, cursó sus estudios superiores en la carrera de Periodismo, de la Universidad de Chile, los cuales terminaría abandonando pasados 2 años para dedicarse completamente a su vocación artística.
En algún momento de su vida se casó y tuvo una hija, llamada Margarita del Pilar, a quién está dedicada (entre otras personas) su obra "El Libro de los Adioses".
Boris Calderón Soto falleció a los 27 años de edad, el 1 de mayo de 1962, debido a un tumor cerebral.

## Vida Artística
Durante su juventud, participó activamente en diversas agrupaciones artísticas. Mientras cursaba sus estudios en los liceos de San Bernardo y en el Internado Nacional Barros Arana, dirigió las respectivas revistas literarias de estos establecimientos.
Se le atribuye la autoría del himno del Liceo Consolidado de Buin, actualmente conocido como Liceo A-131 Haydée Azócar Mansilla.
Desarrolló una destacada labor en medios radiales, colaborando en diversos programas artísticos de Radio Prat y Radio Americana. Además, llegó a dirigir durante un tiempo Radio Soberanía de Linares.
Fue gran amigo y discípulo del poeta Pablo de Rokha, a quién le dedicó varias de sus obras, esta influencia se refleja en su estilo literario gótico. Junto a Pablo y su hijo Carlos de Rokha, realizó viajes por Argentina ofreciendo charlas, recitales poéticos y vendiendo sus libros mano a mano.

## Homenajes Póstumos
- En 2011, la Municipalidad de Buin, mediante el Concejo Municipal, aprobó de manera unánime el cambio de nombre de la "Calle N°6" de la comunidad "Nuevo Buin" por "Calle Boris Calderón Soto", nombrada así en honor al poeta:

"Para la calle Nº 6, Boris Calderón Soto, creador del himno del Liceo A-131, poeta de nuestra comuna y que en el recinto del Cementerio de Buin se encuentra su rostro."
Sesión Ordinaria Nº 154 Concejo Municipal de Buin

- En 2007, la Academia de Letras de San Bernardo creó el premio "Boris Calderón", nombrado en honor al poeta, con el objetivo de reconocer trayectorias artísticas destacadas dentro de la comuna. El primer galardonado (también en 2007) fue Gabriel Miranda Riquelme, destacado escritor y locutor radial.[8]
- En 2002, la Agrupación de Escritores del Maipo, realizó un homenaje en la tumba de Boris Calderón, colocando una placa de metal en su memoria, bajo su busto. Placa Conmemorativa de Boris Calderón en el Cementerio de Buin.

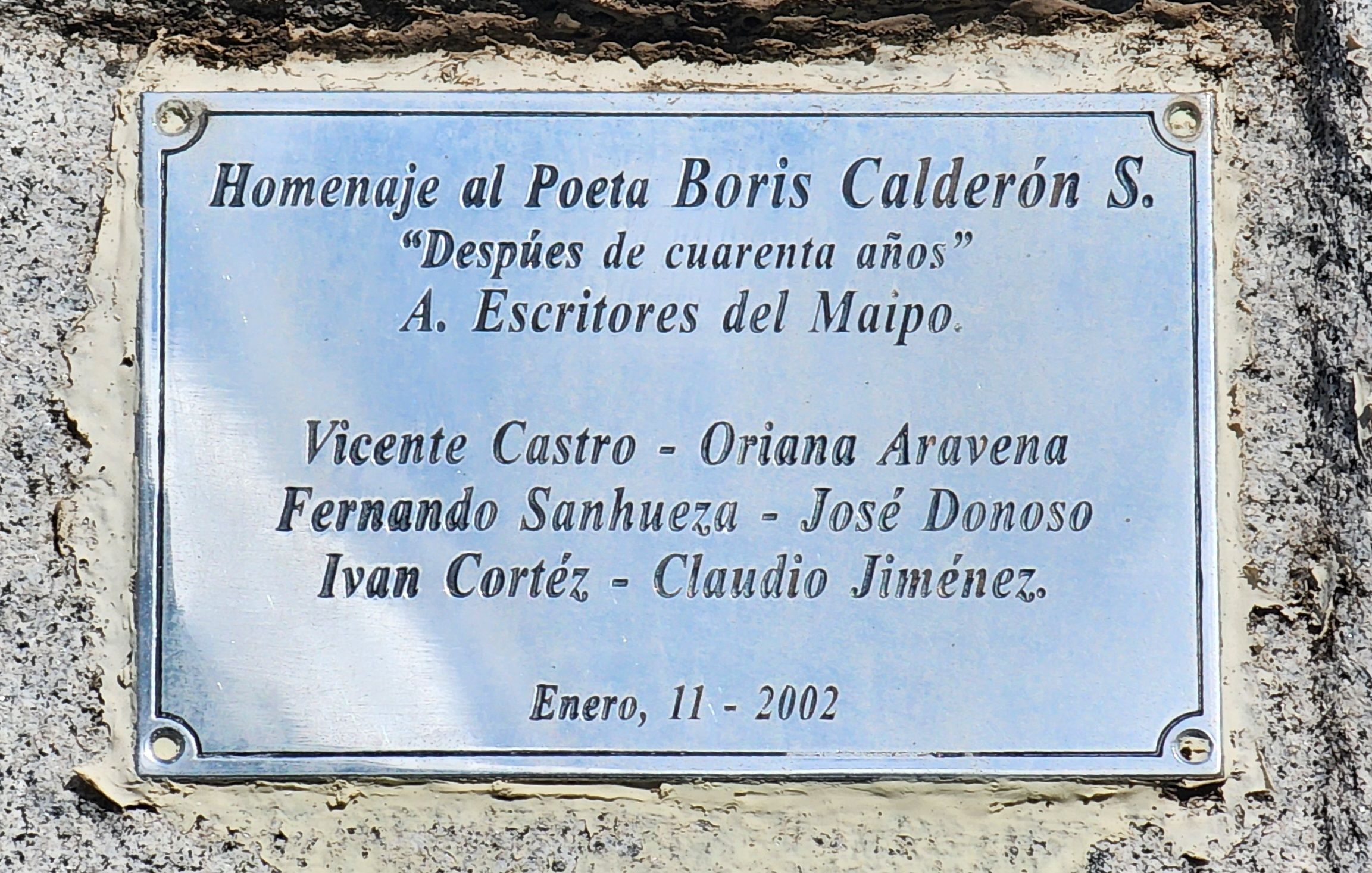
Placa Conmemorativa de Boris Calderón en el Cementerio de Buin.

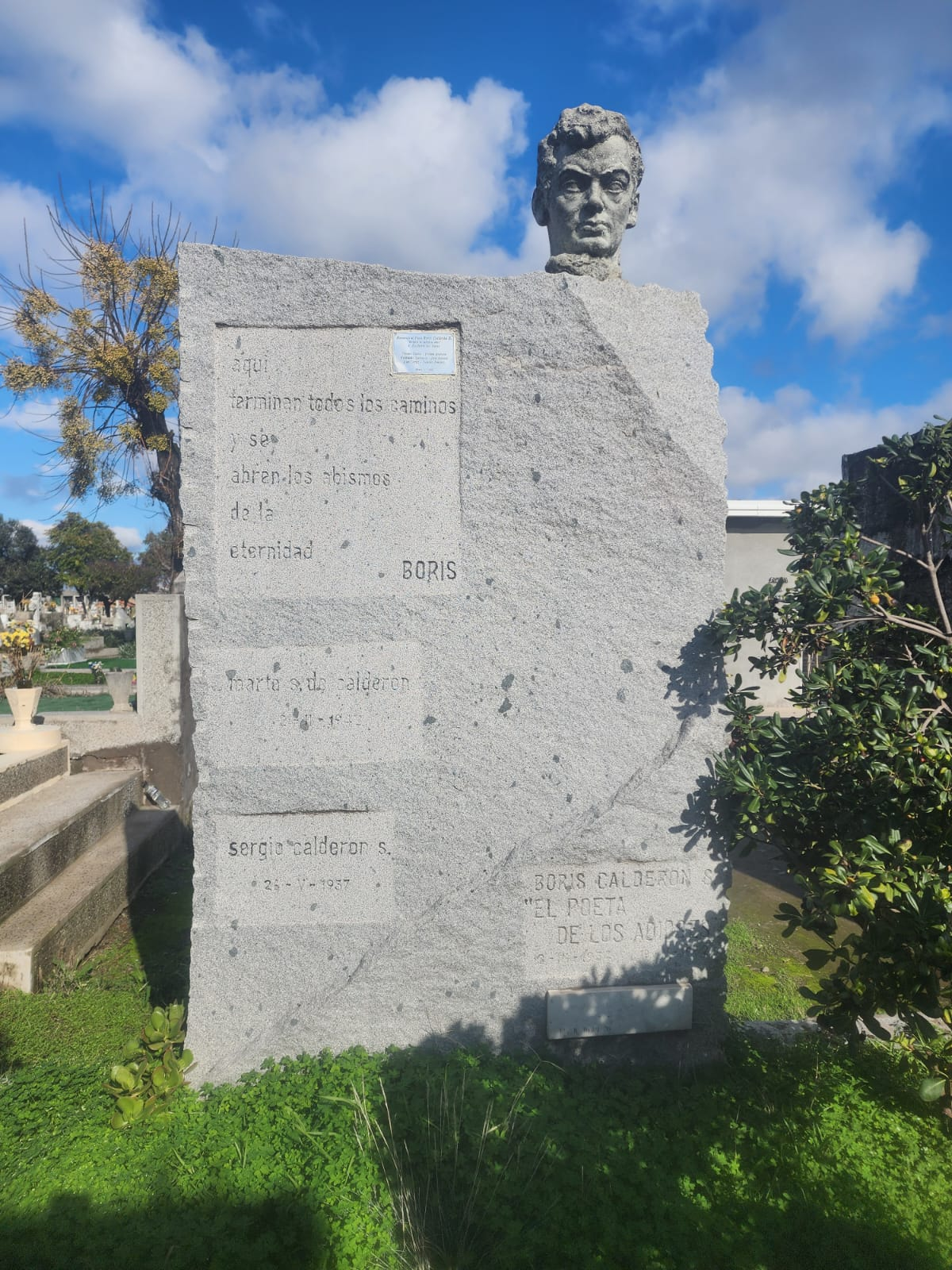
Tumba de Boris Calderón en el Cementerio de Buin

- El teatro del Liceo A-131 Haydée Azócar Mansilla en Buin, lleva el nombre de "Teatro Boris Calderón" en honor al poeta y su relación con el establecimiento.[9]

## Obras
- “Canciones para una niña que se llama Francisca” (1959)
- “El Libro de los Adioses” (1956)
- “Estío en la Materia” (1954)